# Хенривил (Јута)
Хенривил (енгл. Henrieville) град је у америчкој савезној држави Јута.

## Демографија
По попису из 2010. године број становника је 230, што је 71 (44,7%) становника више него 2000. године.
| Група             | 2000.       | 2010.       |
| Белци             | 155 (97,5%) | 218 (94,8%) |
| Афроамериканци    | 0 (0,0%)    | 0 (0,0%)    |
| Азијати           | 0 (0,0%)    | 0 (0,0%)    |
| Хиспаноамериканци | 3 (1,9%)    | 4 (1,7%)    |
| Укупно            | 159         | 230         |